# Marie-Claude Bouthillier
Marie-Claude Bouthillier (née en 1960) est une artiste canadienne.

## Biographie
Artiste multidisciplinaire, elle explore les rapports entre la peinture et le textile, ainsi que la représentation de l’artiste dans la littérature.
En 2011, elle reçoit le Prix Louis-Comtois de la Ville de Montréal, en 2013, le Prix Ozias-Leduc de la Fondation Émile Nelligan et en 2021, la bourse du 30e anniversaire de la Galerie Occurrence.
Son travail fait l'objet de plusieurs expositions tant individuelles que collectives. Il fait partie des collections du Musée national des beaux-arts du Québec et du Musée d'art contemporain de Montréal .